# Поток Шакотинац
Поток Шакотинац је водени ток на Фрушкој гори, десна је притока Дунавца, дужине је 4,7km и површине слива 5,5km².
Извире као периодичан ток на северним падинама Фрушке горе, на 295 м.н.в.). Текући у правцу севера протиче кроз насеља Шакотинац и Ново Насеље (Бразилија), након којег је каналисан и улива се у рукавац Дунава, између насеља Черевић и Беочин, на 78 м.н.в. Амплитуде протицаја крећу се од 1,3 л/с до 13 m³/с. 